# Хойберг, Нина
Нина Хойберг (нем. Nina Høiberg; род. 17 февраля 1956) — датская шахматистка, международный мастер (1985) среди женщин.
Многократная чемпионка Дании (1974, 1976—1978, 1986, 1991—1993).
В составе национальной сборной участница 6-и Олимпиад (1976—1978, 1988—1990, 1994, 2002) и 1-го командного первенства Европы (1992) в Дебрецене.
Участница 8-го женского межзонального турнира (1990) в г. Куала-Лумпуре .

## Изменения рейтинга
| Графики недоступны из-за технических проблем. См. информацию на Фабрикаторе и на mediawiki.org. |